# Chillstep
El Chillstep o Chill Dubstep (también conocido como melodic dubstep) es un subgénero de música electrónica derivado del Chill out y Dubstep.

## Características
Se llama chillstep, al estilo musical resultante de otros dos géneros como son el Dubstep y el Chill Out. El primero de ellos, el Dubstep, se caracteriza por su base grave y cortes de frecuencia alternativos provocando una cadencia en el sonido muy característica que solo encontramos en este estilo de música. El Chill Out por el contrario, se caracteriza por su relajante melodía de corte lento y acompañado por sonidos de la naturaleza, instrumentos musicales étnicos y en muchas ocasiones la voz de un cantante, normalmente de género femenino.
Como resultado de esta unión nace el Chillstep tomando el prefijo "Chill" de Chill Out, y "step" del género musical Dubstep.  El ritmo resultante oscila entre los 120 y 140 BPM, siendo relajada con un toque electrónico moderno, de base grave y temática desestresante.

## Historia

### Orígenes
El género musical chillstep surge en el año 2011. Su nombre aparece como una mezcla entre Chillout y Dubstep. Probablemente derive de un subgénero conocido como el Brostep, que surgió en 2008. En el año 2013, con el auge de nuevo género como el Trap, surgen también otros estilos musicales de la misma índole, como el Chill Trap.

### Evolución y reconocimiento internacional
El género parece haberse desarrollado sobre todo por artistas de Europa del Este (Hungría, Rusia, Polonia) y artistas de habla inglesa (Inglaterra, EE. UU.) que muestran sus obras en plataformas de relevancia como Youtube, Soundcloud y Facebook. También se ha creado remixes de canciones de música electrónica adaptadas al chillstep. Fue a partir de 2011 cuando este género musical tuvo su inicio, mediante la creación de multitud de pistas de audio en las redes sociales.
También destacan algunas webs referidas a este género como Chill Music Radio o Natious Records.

## Artistas más relevantes
- Illenium
- Gryffin
- Cike D S
- Fracture Design
- Kill Paris
- Temporal
- CRITICΔL
- Mr. Fijiwiji
- MitiS
- CMA
- Blackmill
- Sonic Shockwave
- Gemini
- LEMMiNO
- Rameses B
- F3edo
- Sizzlebird
- nExow
- Graphix
- S.P.Y.
- Crywolf
- Seven Lions
- Solar Fields